# St. Kitts und Nevis
St. Kitts und Nevis (in Deutschland und der Schweiz amtlich Föderation St. Kitts und Nevis, in Österreich amtlich St. Kitts und Nevis, englisch Saint Kitts and Nevisⓘ [seɪntˈ kɪts ən ˈniːvɪs], bis 1983 offiziell Saint Christopher and Nevis, deutsch St. Christopher und Nevis) ist ein föderaler Inselstaat auf den Kleinen Antillen in der östlichen Karibik. Hauptstadt und größte Stadt des Staates ist Basseterre, Amtssprache ist Englisch.
Der Staat gehört mit seinen 51.320 Einwohnern (Stand: 2022) und einer Fläche von knapp 263 Quadratkilometern zu den zwölf kleinsten allgemein anerkannten Staaten der Erde. Namensgebend sind die beiden Inseln St. Kitts und Nevis. Er ist Mitglied des Commonwealth of Nations und der Vereinten Nationen.

## Landesname

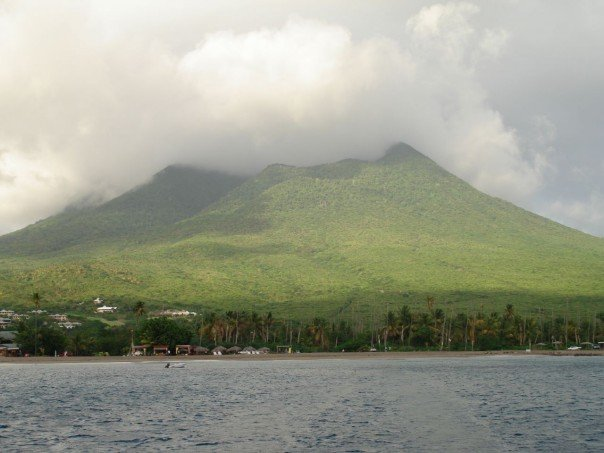
Wolken über dem Nevis Peak

Der erste bekannte Name von St. Kitts war Liamuiga, das „fruchtbare Land“, wie es die hier ursprünglich ansässigen karibischen Kalinago nannten. Christoph Kolumbus, der erste Europäer, der die Insel entdeckte, soll sie nach seinem Schutzheiligen Christophorus San Cristóbal genannt haben, wie sie bis ins 17. Jahrhundert hieß. Die ersten englischen Kolonisten übersetzten dies zu St. Christopher’s Island. Eine im 17. Jahrhundert geläufige Abkürzung für Christopher war Kit bzw. Kitt; so wurde die Insel informell Saint Kitt’s Island genannt, später weiter verkürzt zu Saint Kitts.
Nevis wurde von den Kalinago Oualie genannt, das „Land der schönen Wasser“. Kolumbus gab der Insel den Namen San Martín nach Martin von Tours. Der heutige Name stammt vom spanischen Namen Nuestra Señora de las Nieves, „Unsere Dame des Schnees“, was sich auf ein aus dem 4. Jahrhundert in der katholischen Erzählung überliefertes Wunder bezieht: ein sommerlicher Schneefall auf dem Hügel Esquilin in Rom. Nach heutiger Interpretation wurde dieser Name durch die Sicht auf den Gipfel des heute Nevis genannten Berges inspiriert, der üblicherweise von Wolken umweht wird, was als Kontrast zum heißen Klima empfunden wurde.
Die kolonialen Verfassungen nannten den Staat sowohl Saint Kitts and Nevis (bzw. 1962–80 St. Christopher-Nevis-Anguilla) als auch Saint Christopher and Nevis. Heute wird nur noch ersteres verwendet. Häufig (auch auf der Regierungs-Website) wird die Abkürzung SKN verwendet. Ein Adjektiv für den Staatsnamen gibt es im Deutschen nicht.

## Geographie

### Territorium
St. Kitts und Nevis liegt bei 17° 20′ N, 62° 45′ W in der östlichen Karibik (früher auch Westindien genannt) und ist Teil der Inselkette der kleinen Antillen, darin der Untergruppe Inseln über dem Winde, darin der nördlichen Untergruppe der Leeward Islands. Nordwestlich schließen Sint Eustatius, Saba, Saint-Barthélemy, St. Martin, Anguilla, die Jungferninseln und Puerto Rico an, östlich und südöstlich Antigua und Barbuda, Montserrat und Guadeloupe.
St. Kitts hat eine Fläche von 168,92 km². Die Insel Nevis ist durch einen drei Kilometer breiten Kanal von St. Kitts getrennt und hat eine Fläche von 93,7 km². In der Meerenge zwischen beiden Inseln liegt das Eiland Booby Island mit einer Fläche von etwa einem Hektar. Die gemeinsame Staatsfläche beträgt 262,62 km², die gesamte Küstenlänge 135 km. Die maritime Ausschließliche Wirtschaftszone des Staates umfasst 20.400 km².

### Geologie und Geomorphologie
St. Kitts und Nevis liegt mit der Inselkette der kleinen Antillen am östlichen Rand der Karibischen Platte, in der Subduktionszone, in der die Südamerikanische Platte durch die Plattentektonik unter die Karibische Platte geschoben wird. Die Subduktion führt seit Millionen von Jahren zu vulkanischer Aktivität und Erdbeben, die bis heute vorkommen (siehe Erdbeben in den Kleinen Antillen 1974). Wie die gesamte Inselkette sind auch die Inseln St. Kitts und Nevis aus Vulkanen entstanden. St. Kitts ist relativ jung, im Miozän vor weniger als 50 Millionen Jahren entstanden, Nevis noch jünger mit einem vermuteten Entstehungszeitraum vom mittleren Pliozän (vor 3,45 Millionen Jahren) bis zum Pleistozän. Wie die anderen Inseln sind sie die Gipfel von Unterwasserbergen, die durch Anhäufung von Magma entstanden.
St. Kitts besteht fast ausschließlich aus vulkanischen Gesteinen wie Andesit und Dazit. Die Insel wird von vier vulkanischen Zentren gebildet. Der höchste Berg ist der 1156 m hohe Mount Liamuiga (früher „Mount Misery“ genannt). Er ist ein ruhender Vulkan, der u. a. Basalt und Andesit aufweist und zuletzt vermutlich vor etwa 1850 Jahren ausbrach.
Auch Nevis wird von mehreren vulkanischen Zentren gebildet. Die höchste Erhebung der Insel ist der Nevis Peak mit 985 m, ein ruhender Vulkan, der zuletzt vermutlich vor etwa 100.000 Jahren ausbrach.

### Klima
Auf den Inseln herrscht heißes, tropisches Klima, durch Passatwinde gemildert. Die Trockenzeit dauert von Januar bis April. Im Sommer und zum Jahresende ist die Niederschlagsmenge höher und variiert je nach Höhenlage. Die jährliche Niederschlagsmenge beträgt etwa 1400 mm, Hauptregenzeit ist von Mai bis Oktober. Wirbelstürme können zwischen August und Oktober auftreten.

### Flora und Fauna
Die Nationalpflanze des Staates ist der Flammenbaum. Häufig vorkommende Pflanzen sind u. a. eine Variante der Palmettopalme, Hibiskus, Bougainvillea und Tamarindenbaum. In den dichten Wäldern der Inseln ist eine Kiefern-Variante häufig, dazu verschiedene Farn-Varianten.
Der Braunpelikan gehört zu den Nationalsymbolen des Staates. Insgesamt sind 198 Vogelarten beschrieben worden.

## Bevölkerung

### Demografie

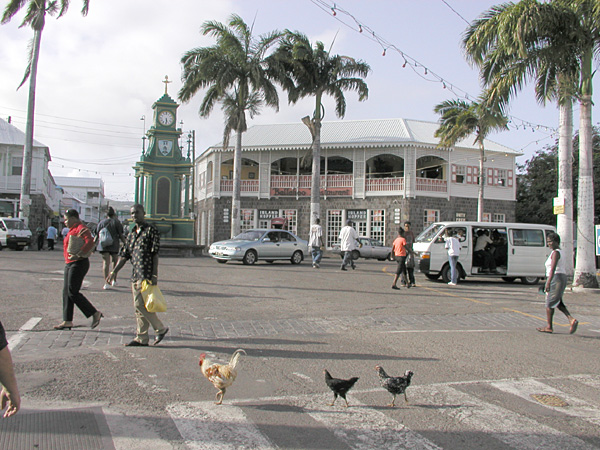
Platz im Zentrum Basseterres vor dem Berkeley Memorial

Auf den beiden Inseln leben 51.320 Menschen (Volkszählung 2022).
2017 waren 13,7 % der Bevölkerung Migranten. Gleichzeitig sind noch mehr Personen emigriert.
| Zensus | Einwohnerzahl | Zensus | Einwohnerzahl |
| ------ | ------------- | ------ | ------------- |
| 1871   | 39.872        | 1960   | 51.023        |
| 1881   | 41.001        | 1970   | 44.884        |
| 1891   | 43.981        | 1980   | 43.291        |
| 1901   | 42.556        | 1991   | 40.618        |
| 1911   | 39.498        | 2001   | 46.325        |
| 1921   | 33.974        | 2011   | 47.195        |
| 1946   | 41.206        | 2022   | 51.320        |

### Ethnien
Die mit einem Bevölkerungsanteil von 88,0 % mit Abstand größte Bevölkerungsgruppe stellen Schwarze dar, während der restliche Teil der Bevölkerung sich aus Weißen (3,1 %), Indischstämmigen (2,8 %), Hispanics (2,5 %), Menschen gemischt ethnischer Herkunft (2,4 %) und Chinesen (0,6 %) zusammensetzt.

### Sprachen
Die Amtssprache der Föderation ist Englisch. Jedoch werden oft kreolische Dialekte gesprochen.

### Religionen
Die Mehrheit der Bewohner sind Anglikaner (36 %) und Methodisten (32 %). Weiter gibt es noch Katholiken (12 %), Herrnhuter (9 %), Baptisten (5 %) und 40 verschiedene weitere Religionsgemeinschaften.

### Bildung
Es gilt eine Schulpflicht vom 5. bis zum 16. Lebensjahr.
- Vor allem private Einrichtungen bieten Kleinkindbetreuung (0–3 Jahre) und Vorschulerziehung für Kinder von 3 bis 5 Jahren an.
- Grundschulen nehmen Kinder von 5 bis 12 Jahren auf (2 Jahre Vorschule und 4 Jahre reguläre Schulen).
- Sekundarschulen nehmen Kinder für 5 Jahre auf. Die Abschlüsse sind im karibischen Wirtschaftsraum standardisiert.
- Hochschule/Fachhochschule: Das Clarence Fitzroy Bryant College (CFBC) bietet Bachelor- und Master-Studiengänge wie Kunst, Pädagogik, Gesundheitswesen, Technik, Betriebswirtschaft und Tourismus. Weitere Spezialisierungen sind über Kooperationen mit Hochschulen im karibischen Raum möglich.

## Geschichte

### Urgeschichte
Die ersten Bewohner kamen ca. 3000 Jahre v. Chr. auf die Inseln. Diese Einwohner kannten noch keine Landwirtschaft oder Keramik und kamen wahrscheinlich aus Florida. Diese Jäger und Sammler verschwanden später wieder.
Um 400 v. Chr. kamen die Saladoiden, die bereits Landwirtschaft und Keramik kannten. Sie stammten vom Delta des Orinoco im heutigen Venezuela.
Etwa 800 n. Chr. wurden sie verdrängt durch die Igneri, die zu den Arawak gehören.
1300 kamen die Kalinago auf die Inseln und verdrängten die Igneri in Richtung Große Antillen. St. Kitts nannten sie Liamuiga (fruchtbare Insel) und Nevis Oualie (Land des schönen Wassers). Die Einheimischen hatten Handelsbeziehungen mit Einwohnern der heutigen Virgin Islands und Puerto Ricos.

### Frühe Kolonisierung
Die beiden Inseln wurden 1493 auf der zweiten Reise von Christoph Kolumbus für die Europäer entdeckt, aber erst am Anfang des 17. Jahrhunderts besiedelt.
Die ersten Kolonisten waren 1623 die Briten, die unter Sir Thomas Warner (1580–1649) mit Erlaubnis der Kalinago unter Häuptling Ouboutou Tegremante die Siedlung Old Road Town an der Westküste von St. Kitts gründeten. 1625 gründeten die Franzosen unter Pierre Belain d’Esnambuc eine Siedlung auf St. Kitts. In der Folge vereinbarten beide Seiten die Aufteilung der Inseln in einen französischen und einen englischen Sektor.
Nach der anfänglichen Zustimmung der Kalinago begannen diese die fortdauernde europäische Expansion und die Übernahme der ganzen Insel zu fürchten. Nach ersten Konfrontationen habe Häuptling Tegremante 1626 ein Bündnis mit karibischen Stämmen anderer Inseln geplant, die nachts mit Kanus kommen sollten, um gemeinsam die britischen und französischen Siedlungen anzugreifen. Der Plan sei durch eine Kalinago-Frau verraten worden und die Europäer vereinten daraufhin ihre Kräfte zu einem Erstschlag, der durch den Mönch Jean-Baptiste Du Tertre als Völkermord an den Kalinago von 1626 überliefert ist. Sie luden die Kalinago zu einem Fest ein und vergifteten viele. Als die überlebenden Kalinago in ihr Dorf zurückkehrten, griffen die Europäer sie an und töteten weitere 120 im Schlaf, darunter auch Tegremante. Am folgenden Tag wurden etwa 4000 Kalinago von den Siedlern in das Gebiet Bloody Point und Bloody River gedrängt, wo die Kalinago sich ergeben wollten, aber etwa 2000 von ihnen massakriert wurden, Jean-Baptiste Du Tertre berichtet von „Stapeln von Leichen“. Auf der Seite der Kolonisten wurden etwa 100 Tote verzeichnet. Die überlebenden Kalinago flüchteten in die Berge und wurden später teils versklavt, teils 1640 zur Übersiedlung nach Dominica gezwungen.

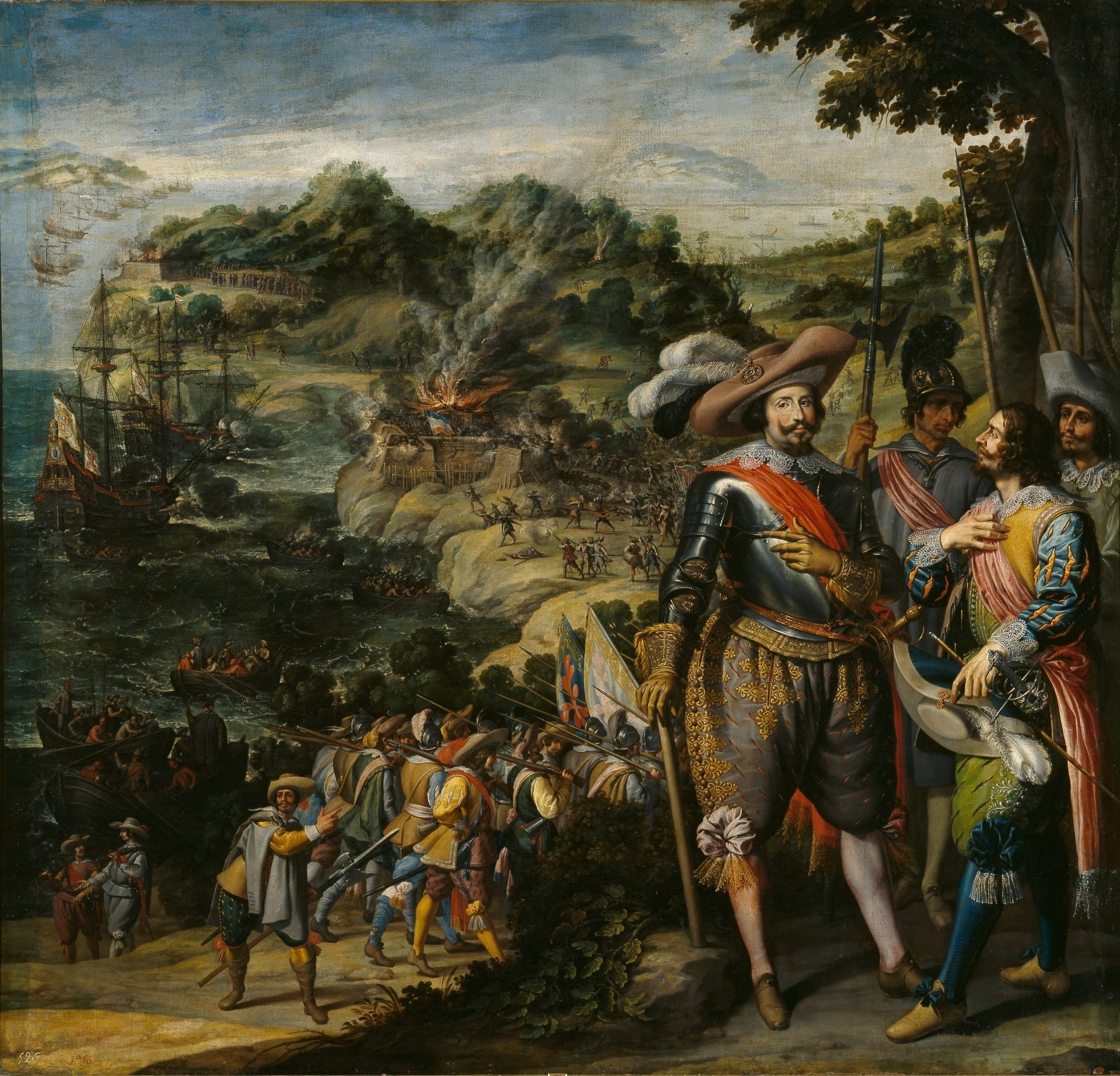
Die spanische Eroberung von St. Kitts 1629 unter Fadrique Álvarez de Toledo y Mendoza

Ab diesem Zeitpunkt führten die Europäer großräumige Rodungen durch, legten Zuckerrohrplantagen an und importierten große Zahlen an afrikanischen Sklaven, was die Bevölkerungsstruktur der Insel völlig veränderte. 1628 begannen die Briten auch auf Nevis zu siedeln.
1629 bis 1630 waren die Inseln für kurze Zeit in spanischem Besitz. Im Rahmen des Englisch-Spanischen Kriegs (1625–1630) eroberten Truppen unter Fadrique Álvarez de Toledo y Mendoza in der Schlacht von St. Kitts die Inseln und zerstörten die Siedlungen, viele Kolonisten flohen in die Berge, wandten sich auf anderen karibischen Inseln der Piraterie zu oder kehrten in ihre Heimatstaaten zurück. Bereits 1630 erlaubten die Spanier mit dem Frieden von Madrid ihre Rückkehr und 1670 mit dem Vertrag von Madrid gestanden sie den Engländern die Hoheit über St. Kitts und Nevis zu; als Gegenleistung versprachen die Engländer Unterstützung gegen die Piraterie.
Mit dem Abstieg des Spanischen Imperiums entstand ein Machtvakuum, das die Briten und Franzosen nutzten. Hierbei wurde St. Kitts die Schlüsselstellung der Engländer und Franzosen bei ihrer Expansion in die Karibik. Von hier aus besiedelten die Briten Antigua, Montserrat, Anguilla und Tortola, und die Franzosen Martinique, Guadeloupe und Saint Barthélemy. In der Folge wurden die Inseln ein ständiger Streitpunkt zwischen Frankreich und England, die darüber mehrere Kriege 1667, 1689–1690 sowie 1701–1713 führten; dadurch und unter einem Erdbeben 1690 sowie einem Hurrikan 1707 litten die Inseln. 1707 schufen die Engländer durch die Vereinigung mit Schottland das Königreich Großbritannien. Schließlich gestanden die Franzosen 1713 im Frieden von Utrecht den Briten die Hoheit über St. Kitts zu.

### Britische Kolonialzeit

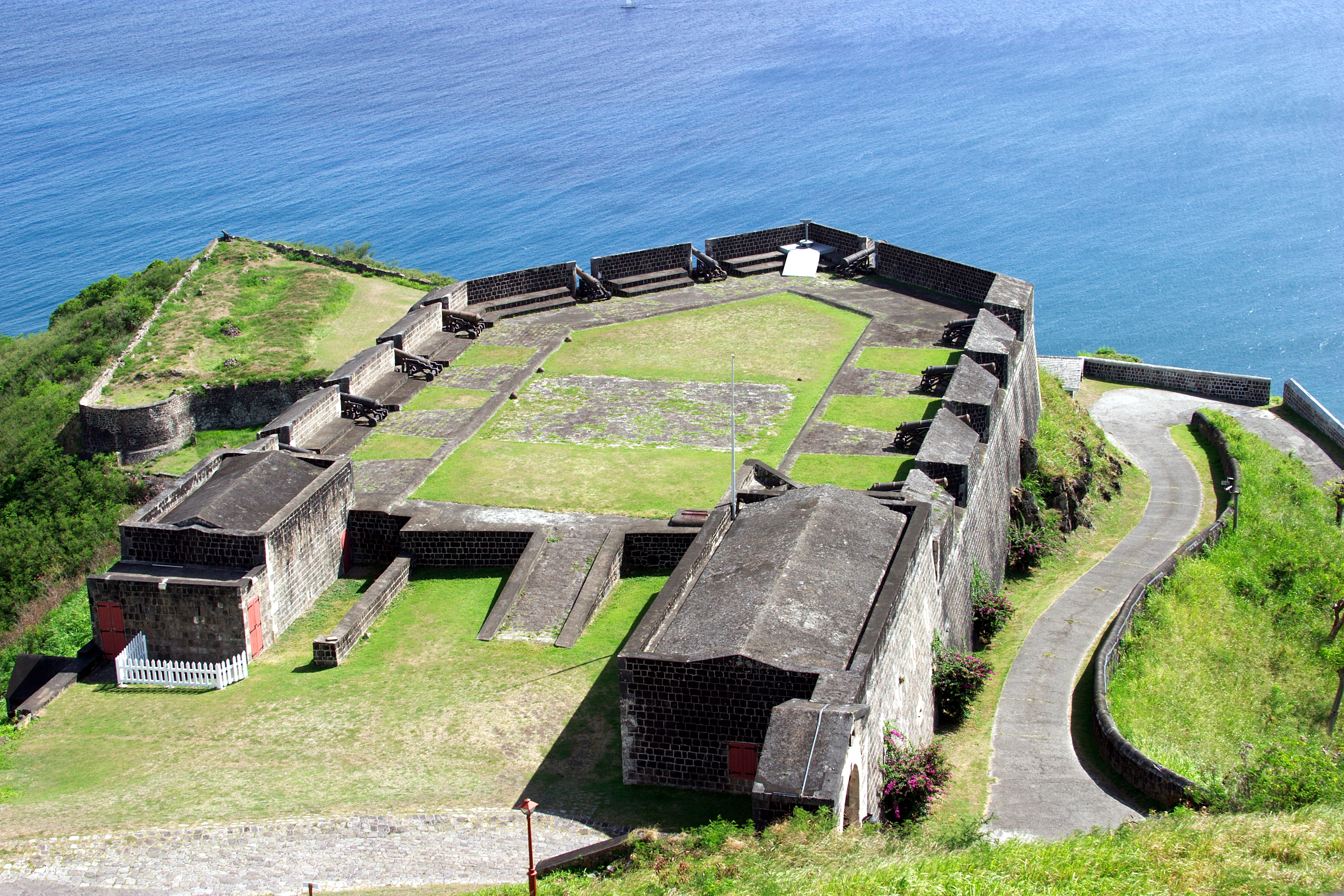
Die Festung auf dem Brimstone Hill, Schwerpunkt der erfolgreichen französischen Invasion von 1782

St. Kitts war nun trotz aller Rückschläge zur reichsten karibischen Kolonie des aufstrebenden Britischen Weltreichs geworden.
1782 nutzten die Franzosen den amerikanischen Unabhängigkeitskrieg, um St. Kitts zu erobern, gaben es aber 1783 wieder zurück.
1807 setzte sich in Großbritannien die Abolitionismus-Bewegung durch; das britische Empire verbot mit dem Slave Trade Act den Sklavenhandel und verbot 1833 mit dem Slavery Abolition Act die Sklavenhaltung. Auf St. Kitts wurden 19.780 und auf Nevis 8.815 Sklaven befreit.
1882 schloss man die beiden Inseln mit dem nahegelegenen Anguilla zu einer Föderation mit dem Namen St. Christopher-Nevis-Anguilla zusammen.
Zwischen 1929 und 1930 stürzte die Weltwirtschaftskrise die Kolonie in wirtschaftliche und politische Schwierigkeiten. Nachdem 1930 Gewerkschaften und Parteien entstanden und 1935 einen Generalstreik durchführten, führte man 1952 das allgemeine und gleiche Wahlrecht ein und damit auch das Frauenwahlrecht. 1958 erfolgte der Beitritt zur Westindischen Föderation, die bis 1962 existierte.
1967 erhielten die Inseln einen Autonomiestatus vom Vereinigten Königreich. Für die Einwohner Anguillas gingen diese Regelungen nicht weit genug, deshalb trat Anguilla faktisch aus der Konföderation aus, blieb jedoch auf dem Papier angeschlossen.

### Unabhängigkeit
Am 19. September 1983 entließ die britische Krone St. Kitts und Nevis in die Unabhängigkeit. Danach gab es wegen einer Pattsituation im Parlament eine Minderheitsregierung, was den Staat destabilisierte.
Ende der 1990er-Jahre gab es Unabhängigkeitsbestrebungen von Einwohnern der Insel Nevis, die Nevis benachteiligt sahen und eine Loslösung von St. Kitts forderten. Diese Forderung fand bei einem Volksentscheid eine Zustimmung von 62 %, verfehlte damit jedoch die erforderliche Mehrheit von zwei Dritteln der gültigen Stimmen.
Die Zuckerbranche, jahrhundertelang wesentliche Einkommensquelle der Insel, war seit Jahrzehnten im Abstieg begriffen; das staatseigene Unternehmen zur Zuckerverarbeitung überlebte nur noch durch staatliche Subventionen und wurde 2005 endgültig stillgelegt.

## Politik

### Politisches System

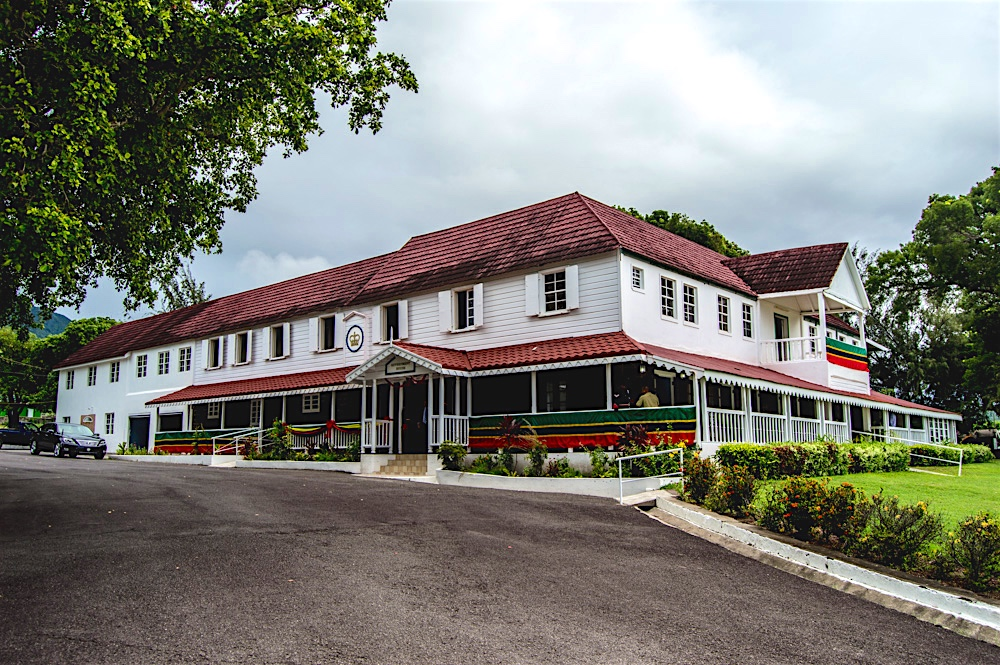
Government House, Basseterre, der offizielle Residenz des Generalgouverneurs von Saint Kitts und Nevis

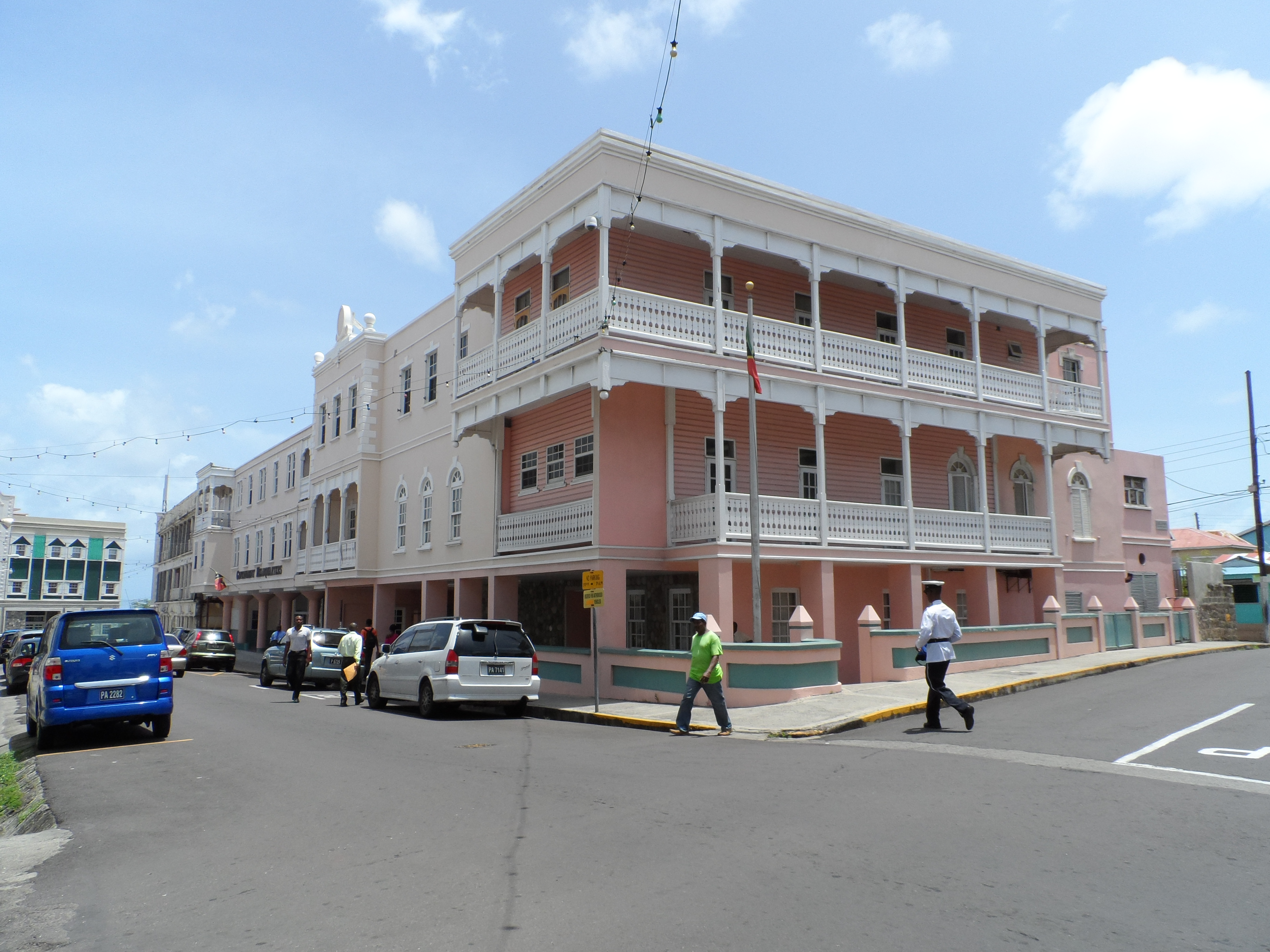
Sitz der Regierung von Saint Kitts und Nevis

Die Verfassung des Staates wurde am 26. Juni 1983 beschlossen und trat mit dem Datum der Unabhängigkeit am 19. September 1983 in Kraft. Sie definiert den Staat als eine parlamentarische Monarchie im Commonwealth of Nations mit föderativer Struktur, Staatsoberhaupt ist damit der britische Monarch, derzeit König Charles III. Vertreten wird er durch einen Generalgouverneur. Seit dem 1. Februar 2023 hat dieses Amt Marcella Liburd inne.

#### Legislative
Es besteht eine Nationalversammlung mit elf gewählten Repräsentanten und drei vom Generalgouverneur ernannten Senatoren. Von den elf gewählten Sitzen sind acht für St. Kitts und drei für Nevis vorgesehen. Von den drei Senatoren werden zwei vom Premierminister und einer vom Oppositionsführer vorgeschlagen. Die Legislaturperiode beträgt fünf Jahre. Premierminister und Kabinett sind der Nationalversammlung gegenüber rechenschaftspflichtig.
Nevis hat daneben ein eigenes, halb autonomes Parlament mit drei ernannten und fünf gewählten Mitgliedern.

#### Judikative
Die höchste juristische Instanz für St. Kitts ist der Privy Council in London. In der regionalen Gerichtsbarkeit teilt sich St. Kitts und Nevis mit acht benachbarten Inselstaaten seit 1967 einen gemeinsamen Gerichtshof, den Eastern Caribbean Supreme Court mit Sitz in Castries in St. Lucia. Er besteht aus dem Obersten Gerichtshof (High Court of Justice), das u. a. Verfassungs- und Menschenrechtsfragen behandelt, sowie dem Berufungsgericht (Court of Appeal). Gebildet wird er aus einem vorsitzenden Richter (chief justice) und vier Berufungsrichtern (justices of appeal) am Hauptsitz sowie 19 Obersten Richtern (High Court judges), die in den neun Mitgliedstaaten residieren. Auf örtlicher Ebene bestehen die untersten Gerichte (magistrates’ courts), die einfache Fälle verhandeln.

#### Exekutive

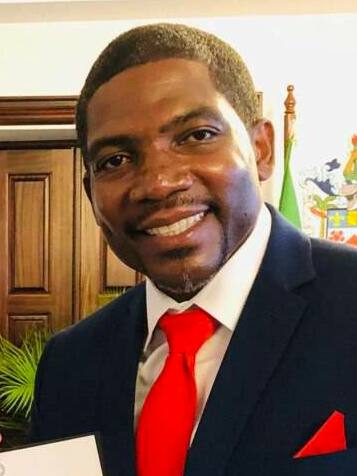
Terrance Drew, Premierminister

Die Regierung besteht aus einem Premierminister und seinem Kabinett, dem (Stand: 2022) 17 Ministerien unterstehen. Erster Premierminister war von 1983 bis 1995 Kennedy Simmonds von der Partei People’s Action Movement (PAM). Bei der Wahl 1995 wurde er von Denzil Douglas, dem Vorsitzenden der Labour Party (SKNLP), abgelöst. Nach zwanzig Jahren Regentschaft verlor Douglas’ Partei bei den Parlamentswahlen vom 16. Februar 2015 und der frühere Außenminister Timothy Harris (PLP) wurde sein Nachfolger als Premierminister. Dessen People’s Labour Party ging eine Koalition mit dem Concerned Citizens’ Movement und dem People’s Action Movement ein.
Nachdem ein Misstrauensantrag – auch aus Teilen seiner eigenen Partei – gegen ihn gestellt worden war, löste Harris am 11. Mai 2022 das Parlament auf. Bei der Neuwahl gewann die SKNLP sechs der elf Sitze, wodurch deren Kandidat Terrance Drew am 6. August 2022 zum vierten Premierminister von St. Kitts und Nevis vereidigt wurde.

#### Recht
St. Kitts und Nevis hat wie auch die anderen ehemaligen britischen Kolonien in der Karibik das britische Rechtssystem übernommen. Die im ehemaligen Mutterstaat vor 40 Jahren vollzogene Abschaffung der Todesstrafe wurde jedoch nicht umgesetzt. Der Privy Council hob über die Jahre mehrere verhängte Todesurteile auf.

#### Verwaltungsgliederung
Die Hauptstadt ist Basseterre auf St. Kitts. Die zweitgrößte Stadt ist Charlestown auf Nevis.

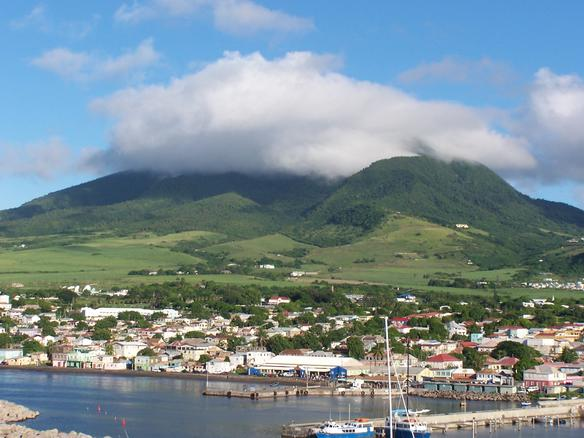
Die Hauptstadt Basseterre

St. Kitts und Nevis gliedert sich in 14 Verwaltungsbezirke (Parishes), davon neun auf St. Kitts und fünf auf Nevis. Die Einwohnerzahlen in der folgenden Tabelle beziehen sich auf die Volkszählung im Jahr 2022.
| Staat Parish               | ISO 3166-2 | Hauptort                  | Fläche km² | Einwohner insgesamt | Einwohner je km² |
| -------------------------- | ---------- | ------------------------- | ---------- | ------------------- | ---------------- |
| St. Kitts                  | KN-K       | Basseterre                | 168,92     | 38.138              | 226              |
| Christ Church Nichola Town | KN-01      | Mansion                   | 17,97      | 2.064               | 115              |
| Saint Anne Sandy Point     | KN-02      | Sandy Point Town          | 12,74      | 2.969               | 233              |
| Saint George Basseterre    | KN-03      | Basseterre                | 28,60      | 13.652              | 477              |
| Saint John Capisterre      | KN-06      | Saddlers, Dieppe Bay Town | 24,25      | 2.972               | 123              |
| Saint Mary Cayon           | KN-08      | Cayon                     | 14,72      | 3.341               | 227              |
| Saint Paul Capisterre      | KN-09      | Saint Paul’s              | 12,66      | 2.468               | 195              |
| Saint Peter Basseterre     | KN-11      | Monkey Hill               | 19,74      | 5.667               | 287              |
| Saint Thomas Middle Island | KN-13      | Middle Island             | 23,55      | 2.657               | 113              |
| Trinity Palmetto Point     | KN-15      | Boyd’s                    | 14,69      | 2.348               | 160              |
| Nevis                      | KN-N       | Charlestown               | 93,70      | 13.182              | 141              |
| Saint George Gingerland    | KN-04      | Gingerland                | 18,70      | 2.323               | 124              |
| Saint James Windward       | KN-05      | Newcastle                 | 31,50      | 2.290               | 73               |
| Saint John Figtree         | KN-07      | Fig Tree                  | 21,70      | 4.416               | 204              |
| Saint Paul Charlestown     | KN-10      | Charlestown               | 3,60       | 1.888               | 524              |
| Saint Thomas Lowland       | KN-12      | Cotton Ground             | 18,20      | 2.265               | 124              |
| St. Kitts und Nevis        | KN         | Basseterre                | 262,62     | 51.320              | 195              |

### Politikfelder

#### Staatshaushalt
Der Staatshaushalt umfasste 2021 Ausgaben von geschätzt umgerechnet 385,5 Millionen US-Dollar, dem standen Einnahmen von umgerechnet 407 Millionen US-Dollar gegenüber. Die Staatsverschuldung betrug 2021 rund eine Milliarde US-Dollar oder 69 % des BIP. Einen erheblichen Anteil an den Staatseinnahmen macht mit 242 Millionen US-Dollar im Jahr 2021 Passhandel aus.
2021 betrug der Anteil der Staatsausgaben (in % des BIP) folgender Bereiche:
- Gesundheit: 5,4 %
- Bildung: 2,5 %
- Militär:[41]

#### Innenpolitik
Im Dezember 2008 entschied die Regierung, wieder die Todesstrafe vollstrecken zu lassen, indem der wegen Mordes verurteilte Charles Elroy Laplace gehängt wurde. Damit versuchte die Regierung, die hohe Kriminalitätsrate zu bekämpfen, die St. Kitts zu einem der Staaten mit den meisten Tötungsdelikten pro Einwohner (2008: 45 Tötungsdelikte pro 100.000 Einwohner) macht. Im Fall Charles Elroy Laplace verstrich die Einspruchsfrist beim Privy Council ungenutzt. Männliche Homosexualität steht auf der Insel unter Strafe, wird aber nicht aktiv verfolgt.

#### Außenpolitik
Der Staat ist Mitglied der CARICOM, der OECS, der OAS und gehört zu den Trägern der Universität der Westindischen Inseln.

#### Sicherheitspolitik
Dem Ministerium für nationale Sicherheit unterstehen (Stand: 2022):
- die Royal Saint Kitts and Nevis Defence Force (SKNDF)
- die St. Kitts and Nevis Coast Guard
- die Royal St. Christopher and Nevis Police Force (einschließlich einer paramilitärischen Spezialkräfteeinheit)[44]

## Wirtschaft

### Wirtschaftssituation
Bis etwa 1970 war der Anbau und die Verarbeitung von Zucker der wichtigste Wirtschaftszweig der Inseln, seitdem schrieben die in Staatsbesitz befindlichen Betriebe nur noch Verluste und trieben die Staatsverschuldung des Staates auf über eine Milliarde US-Dollar, gemessen am Bruttoinlandsprodukt einen der höchsten Werte weltweit. 2005 wurde daher die Zuckerverarbeitung eingestellt, seitdem sieht sich der Staat gestiegener Arbeitslosigkeit gegenüber und einem Druck, die Wirtschaft schnell neu zu strukturieren. Angedacht sind dabei etwa Finanzdienstleistungen, Tourismus oder exportorientierte Industrien. Exporte und Tourismuseinnahmen können die Importe bei weitem nicht decken, der Staat wies 2010 ein Leistungsbilanzdefizit von 139 Millionen US-Dollar auf. Haupthandelspartner sind die USA.
Die Wirtschaft von St. Kitts und Nevis ist stark vom Tourismus abhängig, 2009 wurde der Staat von 200.000 zumeist US-amerikanischen Touristen besucht. Der Dienstleistungssektor erwirtschaftet daher etwa drei Viertel des Bruttoinlandsprodukts von 1.459 Millionen US-Dollar (kaufkraftbereinigt, 2016). Die Industrie trägt etwa ein Viertel bei, die Landwirtschaft ist mit etwa 2,5 % der Wirtschaftsleistung kaum noch von Bedeutung. Das BIP pro Kopf liegt über dem weltweiten Durchschnitt.

### Primärer Sektor
Landwirtschaft wird (Stand: 2022) auf etwa 39 % der Staatsfläche betrieben. Hauptsächliches Produkt von St. Kitts ist Zuckerrohr, an zweiter Stelle stehen Erdnüsse. Auf Nevis sind Baumwolle und Kokosnüsse die Hauptanbauprodukte. Auf beiden Inseln werden Süßkartoffeln, Zwiebeln, Tomaten, Kohl, Karotten und Brotfrucht für den lokalen Markt angebaut, v. a. von Kleinbauern.
In der Viehwirtschaft werden mehrere zehntausend Schafe, Ziegen, Rinder und Schweine gehalten.
Die Fischerei wird in kleinem Umfang und mit traditionellen Methoden wie strandnahen Ringnetzen, Reusen und Ruten betrieben. Im Jahr 2000 wurden 257 Tonnen Seetiere gefangen (1990 waren es noch 620 Tonnen), z. B. Hummer.
Forstwirtschaft: Beide Inseln weisen kleine tropische Wälder auf, u. a. mit Palmen, Flammenbäumen und Palmettopalmen. Etwa 11 % der Staatsfläche sind von Wäldern bedeckt. Forstprodukte erwirtschafteten im Jahr 2000 knapp 1,8 Millionen USD.

### Sekundärer Sektor

#### Verarbeitendes Gewerbe
Es dominiert die Produktion einfacher Konsumgüter wie Textilien und Schuhe sowie die Nahrungsmittelverarbeitung. Dieser Sektor trägt (Stand: 2022) mit 8–10 % zum BIP bei, bietet über 2000 Arbeitsplätze, was 8,54 % der Erwerbstätigen ausmacht, und trägt zum Export bei.

#### Energiewirtschaft
2010 wurde auf Nevis ein Windpark in Betrieb genommen. Die Regierung strebte an, bis 2015 bzw. bis 2017 einen Anteil von 60 % an erneuerbaren Energien zu erreichen. Nach Angaben der IRENA lag aber 2020 der Anteil der erneuerbaren Energie in St. Kitts und Nevis bei nur einem Prozent. 2021 wurden immer noch 95 % des elektrischen Stromes mit einer Gesamtenergie von 228 GWh aus fossilen Energieträgern erzeugt, 3 % durch Windkraft und 2 % mittels Photovoltaik. Insbesondere Nevis bietet erhebliches Potential für Geothermie.

### Tertiärer Sektor

#### Handel
Ein Teil der Fischereiprodukte (v. a. Hummer) wird in die niederländischen Antillen und Puerto Rico exportiert, im Jahr 2000 für einen Wert von 245.000 USD. Da die eigene Fischerei den lokalen Bedarf nicht deckt, werden große Mengen trockenen, gesalzenen, geräucherten oder gefrorenen Fischs aus Kanada und den USA importiert.
St. Kitts und Nevis ist nach Einschätzung der CIA ein Umschlagplatz für den Drogenhandel (Kokain, Marihuana) zwischen Südamerika und Nordamerika, Europa und dem Rest der Karibik.

#### Verkehr

##### Infrastruktur
- Das Straßennetz hatte 2002 eine Länge von 383 km, davon 163 km asphaltiert, 220 km nicht asphaltiert.[50]
- Das Schienennetz hatte 2008 eine Länge von 50 km; es ist auf Schmalspurbahnen (0,762 m) ausgelegt.[50] Die St. Kitts Scenic Railway bietet touristische Fahrten an.
- Es gibt zwei größere Häfen, einen in Basseterre und einen in Charlestown.[50]
- St. Kitts und Nevis verfügt über zwei internationale Flughäfen, den Robert L. Bradshaw International Airport in Basseterre (St. Kitts) und den Vance W. Amory International Airport auf Nevis.[50]

##### Verkehrswirtschaft
- Es gibt auf beiden Inseln einen öffentlichen Nahverkehr mit diversen privat betriebenen Buslinien.
- Private Taxis verkehren auf beiden Inseln.
- Ein privates Unternehmen bietet Fahrten auf der Schmalspurbahn als Touristenattraktion (St. Kitts Scenic Railway) an.
- Fähren verkehren zwischen den beiden großen Häfen, selten zu anderen Inseln.
- Das Registrieren von Handelsschiffen und Freizeityachten ausländischer Eigentümer hat sich seit dem Niedergang der Zuckerbranche von 2005 zu einem aufstrebenden Wirtschaftszweig entwickelt.[51] Die Handelsmarine umfasste 2022 insgesamt 282 Schiffe, davon 6 Massengutfrachter, 11 Containerschiffe, 64 Frachtschiffe, 46 Öltanker und 152 sonstige.[50]

#### Finanz- und Versicherungswirtschaft
St. Kitts nennt sich die finanzwirtschaftliche Hauptstadt der östlichen Karibik, es beheimatet diverse Unternehmen dieses Sektors.

#### Tourismus
Die Hauptstadt Basseterre verfügt mit Port Zante über ein Kreuzfahrtterminal, das in fußläufiger Entfernung zur historischen Altstadt liegt. Der Kreuzfahrthafen wird von allen bekannten Kreuzfahrtgesellschaften angefahren. Der Kreuzfahrttourismus wuchs von relativ geringer Bedeutung zu Beginn der 2000er-Jahre teilweise sprunghaft an. Hierzu trug natürlich auch der Ausbau der Hafeninfrastruktur bei. Die meisten Kreuzfahrtschiffe legen morgens früh an und bleiben bis in die späten Nachmittagsstunden, sodass es sich um reine Tagesgäste handelt.
2018 wurde der bisherige Höhepunkt an Kreuzfahrtpassagieren verzeichnet, mit 1,17 Millionen auf 540 Schiffen. Nach einem etwas schlechteren Start ins Jahr 2020 wurden im März alle Kreuzfahrtschiffsanläufe gestrichen, als Folge der ausgebrochenen COVID-19-Pandemie. Die Sperrung für Kreuzfahrten dauerte bis in den Herbst 2021 an, sodass nur eine sehr niedrige Zahl an Kreuzfahrtpassagieren verzeichnet wurde. Mit zunehmender Entspannung der Pandemielage stiegen auch die Kreuzfahrtpassagierzahlen wieder an, erreichten aber 2023 mit 774.512 noch nicht wieder das Rekordniveau der Vor-Coronazeit.
| [ 55 ]               | 2000    | 2002    | 2004    | 2006    | 2008    | 2010    | 2012    | 2014    | 2016    | 2018      | 2020    | 2021    | 2022    | 2023    |
| -------------------- | ------- | ------- | ------- | ------- | ------- | ------- | ------- | ------- | ------- | --------- | ------- | ------- | ------- | ------- |
| Kreuzfahrtpassagiere | 164.611 | 167.230 | 254.535 | 203.075 | 400.916 | 515.787 | 526.305 | 701.444 | 932.230 | 1.167.647 | 267.562 | 101.897 | 452.433 | 774.512 |
| Kreuzfahrtschiffe    | 348     | 245     | 373     | 261     | 232     | 293     | 298     | 372     | 422     | 540       | 167     |         | 328     |         |
| Übernachtungsgäste   | 72.813  | 68.998  | 117.638 | 147.447 | 127.705 | 98.329  | 104.240 | 112.936 | 115.765 | 122.896   | 29.695  |         |         |         |

Gegenüber den Kreuzfahrttouristen, die üblicherweise nicht länger als 12 Stunden im Hafen sind, fällt die Zahl der Übernachtungstouristen eher gering aus. Der höchste Wert wurde hierbei schon 2005 erreicht, mit 148.851 Touristen. Seitdem ist dieser Wert rückläufig. Auch hier wurden 2020 und 2021 durch die Einschränkungen der COVID-19-Pandemie nur sehr geringe Werte erreicht (2021: 20.139).

#### Medienwirtschaft
Einen öffentlich-rechtlichen Rundfunksender gibt es nicht. Die Presse- und Medienfreiheit ist durch die Verfassung gesichert.
Die Anfänge kommerzieller Hörfunksendungen liegen in den 1930er-Jahren. Danach hat die BBC die Ausstrahlung von Sendungen übernommen, mit deren Hilfe 1961 das erste reguläre Hörfunkprogramm ZIZ (heute ZIZ 96 FM, UKW seit 1973) gestartet wurde. Durch die Kooperation mit der BBC konnte ein ausdifferenziertes Programm mit Information, Bildung und Unterhaltung angeboten werden. Der Schwestersender Big Wave 96.7 FM kam 2004 hinzu. Das West Indies News Network ist ein Internetportal und der Betreiber des UKW-Hörfunkprogramms WINN FM 98.9. Am Eigentümer, der Federation Media Group, sind 50 Aktieninhaber beteiligt, von denen keiner mehr als 10 Prozent der Anteile besitzt, um einzelne Dominanzen zu vermeiden. Der Betreiber sieht sich als das führende Medienunternehmen. Radio Paradise von Trinity Broadcasting Network ist über einen örtlichen Mittelwellensender empfangbar. Daneben gibt es zahlreiche private Rundfunkstationen mit Video- und Audio-Streams.

## Kultur

### Museen
Die Festung auf dem Brimstone ist seit 1999 ein eingetragenes UNESCO-Weltkulturerbe. Ebenfalls 1999 wählte Maurizio Cattelan St. Kitts als Austragungsort der 6th Caribbean Biennial. Diese fand nie statt, die angereisten Künstler verbrachten die Zeit mit angenehmer Untätigkeit. Die Parodie auf die Biennalen von São Paulo oder Venedig ist in sich selbst ein Kunstwerk im Sinne der Konzeptkunst.

### Sport
Cricket ist der beliebteste Sport auf St. Kitts und Nevis. St. Kitts und Nevis ist einer der Staaten, der mit anderen Karibikstaaten das West Indies Cricket Team bildet, eine der „Nationalmannschaften“ im internationalen Cricket mit Teststatus, der angesehensten Form dieses Sports. Das West Indies Cricket Team nahm an beinahe jedem Cricket World Cup teil, gewann die ersten beiden Austragungen 1975 und 1979 und verpasste lediglich das Turnier 2023. Zusammen mit Antigua und Barbuda, Barbados, Grenada, Guyana, Jamaika, St. Lucia und Trinidad und Tobago war man Gastgeber des Cricket World Cup 2007. Außerdem gewannen sie den Men’s T20 World Cup zweimal (2012 und 2016) sowie je einmal die Champions Trophy (2004) und die U19-Cricket-Weltmeisterschaft (2016).
Special Olympics St. Kitts und Nevis wurde in den späten 1970er-Jahren gegründet und nahm mehrmals an Special Olympics Weltspielen teil.